# Równina Torzymska
Równina Torzymska (315.43) – mezoregion fizycznogeograficzny, południowo-zachodnia część Pojezierza Lubuskiego, między Pojezierzem Łagowskim na północy i wschodzie a Doliną Środkowej Odry na południu i zachodzie.
Równina sandrowa z ostańcami morenowymi, wysokość od 40 do 100 m. Maksymalną wysokość ma Wał Cybinkowsko-Lubogoski (129 m).
Odwadniana jest ona przez niewielkie dopływy Odry: (Pliszka, Ilanka).
Równina jest mocno zalesiona (Puszcza Rzepińska) i rzadko zaludniona. Miasta: Rzepin, Torzym.